# Барантенський віадук
Барантенський віадук або (Віадук Барантен)— це залізничний віадук, який перетинає річку Остреберт на лінії Париж–Гавр поблизу міста Барантен, Нормандія, Франція, приблизно за 19 км від Руана. Він був побудований з цегли з 27 арками, 30 м заввишки загальною довжиною 549 м. Британським інженером був Джозеф Локк, а підрядниками були Вільям Маккензі та Томас Брассі.

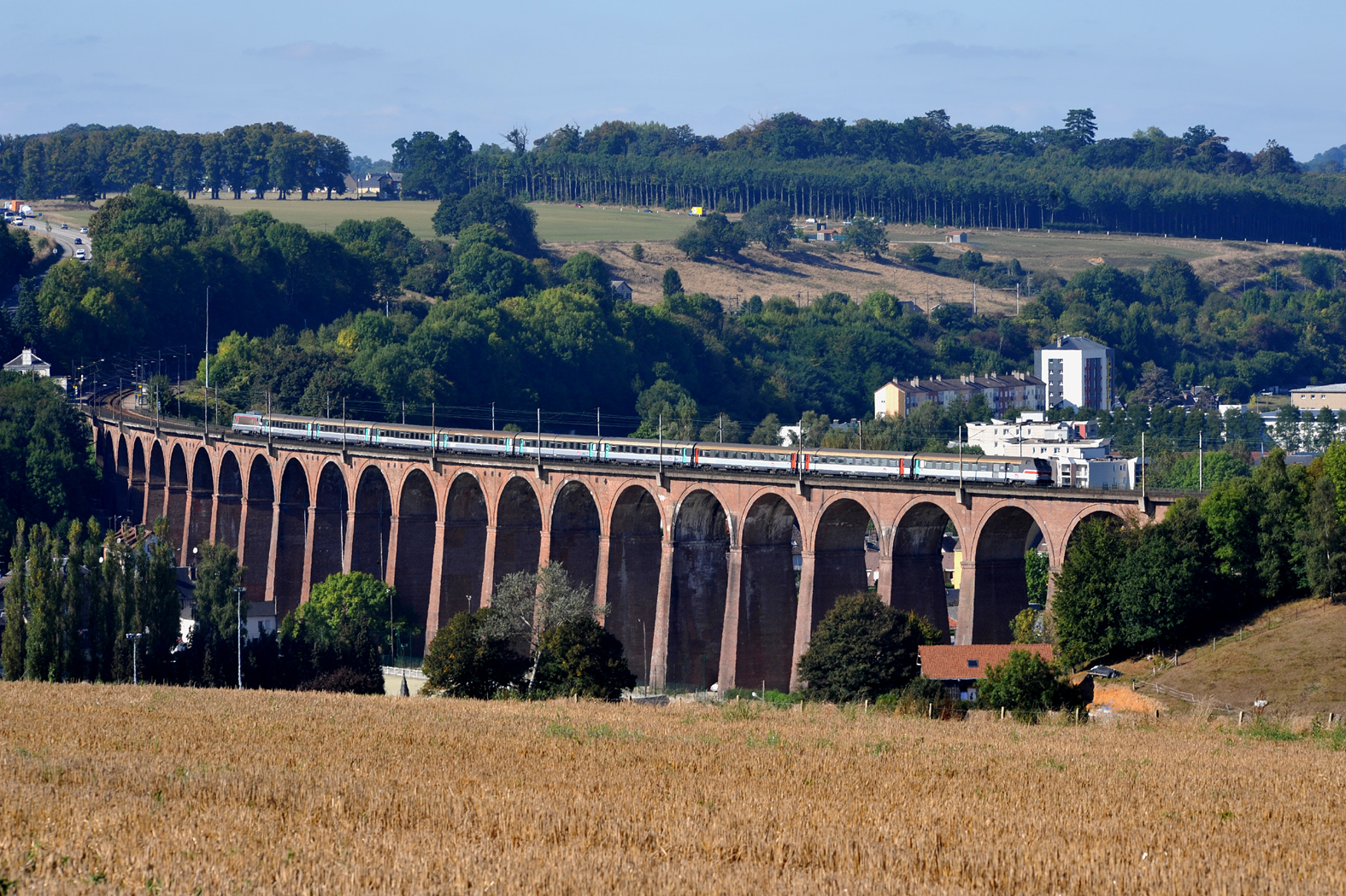
Віадук Барантен сьогодні, також відомий як міст Остреберте, поблизу Руана

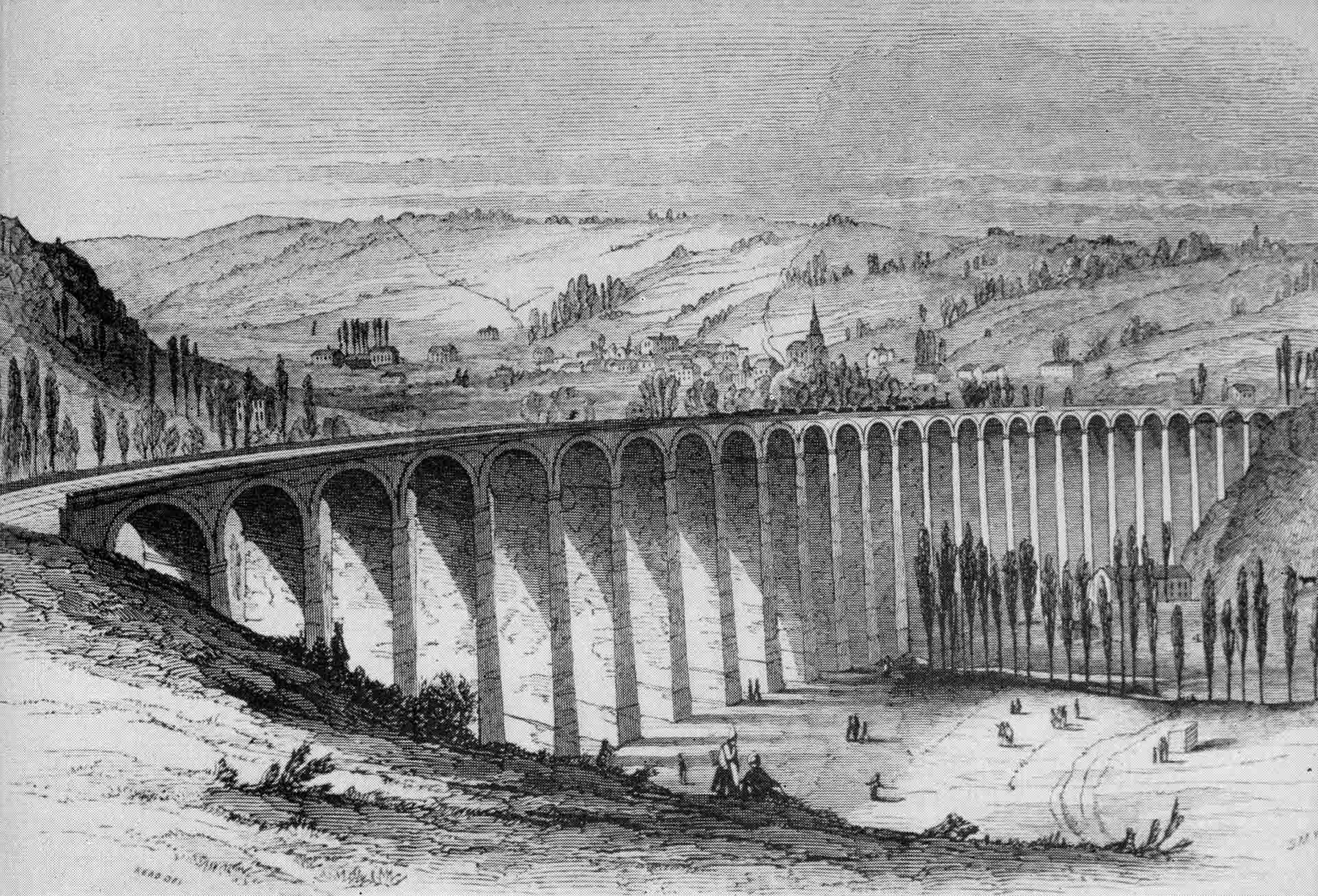
Барентінський віадук у 19 ст століття після перебудови

## Історія
Невдовзі після завершення будівництва, після кількох днів сильного дощу, 10 січня 1846 року віадук обвалився. Причина обвалу так і не була встановлена. Одна з теорій полягала в тому, що його заповнили баластом ще до того, як розчин висох. Інша теорія звинувачувала вапняний розчин, який був отриманий із місцевих джерел. Якою б не була причина, Брассі перебудував віадук власним коштом, цього разу використовуючи вапно за власним вибором. Віадук було знову відкрито в 1847 році, він все ще стоїть і використовується сьогодні.
Будівля Віадука згадана в оповіданні Джуліана Барнса «Junction», опублікованому в його томі Cross Channel 1996 року.